# Carlisle County
Carlisle County är ett administrativt område i delstaten Kentucky, USA. År 2010 hade countyt 5 104 invånare. Den administrativa huvudorten (county seat) är Bardwell. 

## Geografi
Enligt United States Census Bureau har countyt en total area på 515 km². 497 km² av den arean är land och 18 km² är vatten. 

### Angränsande countyn
- Ballard County - nord
- McCracken County - nordost
- Graves County - öst
- Hickman County - syd
- Mississippi County, Missouri - väst